# Eveliina Summanen
Eveliina Summanen   (Lappeenranta, 29 de maig de 1998) és una futbolista finlandesa que juga com a migcampista al Tottenham Hotspur i la selecció femenina de Finlàndia.
El 10 de gener de 2022, Summanen es va unir al Tottenham Hotspur de la FA WSL per un traspàs no revelat, signant un contracte fins al 2023.
Summanen va ser convocada per a la selecció de Finlàndia, apareixent a l'equip durant el cicle de classificació de la Copa del Món Femenina de la FIFA 2019.